# Liste der Naturdenkmäler im Kreis Paderborn
Die Liste der Naturdenkmäler im Kreis Paderborn nennt die Listen der in den Städten und Gemeinden im Kreis Paderborn in Nordrhein-Westfalen gelegenen Naturdenkmäler.
| Stadt/Gemeinde  | Liste                                             |
| --------------- | ------------------------------------------------- |
| Altenbeken      | Liste der Naturdenkmäler in Altenbeken            |
| Bad Lippspringe | Liste der Naturdenkmäler in Bad Lippspringe       |
| Bad Wünnenberg  | Liste der Naturdenkmäler in Bad Wünnenberg        |
| Borchen         | Liste der Naturdenkmäler in Borchen               |
| Büren           | Liste der Naturdenkmäler in Büren                 |
| Delbrück        | Liste der Naturdenkmäler in Delbrück              |
| Hövelhof        | Liste der Naturdenkmäler in Hövelhof              |
| Lichtenau       | Liste der Naturdenkmäler in Lichtenau (Westfalen) |
| Paderborn       | Liste der Naturdenkmäler in Paderborn             |
| Salzkotten      | Liste der Naturdenkmäler in Salzkotten            |